# Comuna Bețîlove, Razdelna
Bețîlove (în ucraineană Бецилове) este o comună în raionul Razdelna, regiunea Odesa, Ucraina, formată din satele Bețîlove (reședința), Jelepove, Novoselivka și Starokosteantînivka.

## Demografie
Componența lingvistică a comunei Bețîlove
     Ucraineană (92,21%)
     Română (3,63%)
     Rusă (2,6%)
     Alte limbi (0,82%)
Conform recensământului din 2001, majoritatea populației comunei Bețîlove era vorbitoare de ucraineană (92,21%), existând în minoritate și vorbitori de română (3,63%) și rusă (2,6%).